# Thelotrema isidiophorum
Thelotrema isidiophorum är en lavart som först beskrevs av August von Krempelhuber och som fick sitt nu gällande namn av Alexander Zahlbruckner 1923. 
Thelotrema isidiophorum ingår i släktet Thelotrema och familjen Thelotremataceae. Inga underarter finns listade i Catalogue of Life.